# Osmia rhodoensis
Osmia rhodoensis är en biart som först beskrevs av Van der Zanden 1983.  Osmia rhodoensis ingår i släktet murarbin, och familjen buksamlarbin.

## Underarter
Arten delas in i följande underarter:
- O. r. arquata
- O. r. ferina
- O. r. rhodoensis